# Pidonia malthinoides
Pidonia malthinoides är en skalbaggsart som beskrevs av Ernst Gustav Kraatz 1879. Pidonia malthinoides ingår i släktet Pidonia och familjen långhorningar. Inga underarter finns listade i Catalogue of Life.